# Alchemilla trollii
Alchemilla trollii é uma espécie de rosácea do gênero Alchemilla, pertencente à família Rosaceae.